# Clase Delaware
Los acorazados clase Delaware de la Armada de los Estados Unidos fueron la segunda clase de dreadnoughts estadounidenses. Con esta clase, se eliminó el límite impuesto por el Congreso de los Estados Unidos, que era de 16 000 toneladas largas para los buques capitales, lo que permitía a los diseñadores de la Oficina de Construcción y Reparaciones de la Armada (C&R) corregir lo que se consideraban defectos en la clase anterior, South Carolina y, producir embarcaciones no solo más potentes, sino más efectivas y menos angulares en general. Botadas en 1909, las embarcaciones se convirtieron en las primeras de la historia naval de los Estados Unidos en sobrepasar las 20 000 toneladas largas.
Los clase Delaware tenían una batería de diez cañones de 305 mm en cinco torretas, dos más que los de la clase South Carolina. Con estas embarcaciones, la Armada de los Estados Unidos volvió a adoptar un cañón de calibre medio para la defensa contra buques torpederos. Mientras que el cañón de 127 mm era menor que el usado por otras armadas importantes, este, con algunas excepciones, se convirtió en el cañón de calibre medio estándar para la Armada en gran parte del siglo XX. En cuanto a velocidad, eran capaces de llegar a los 21 nudos (39 km/h), una mejora significativa sobre los 18.5 nudos (34 km/h) de las clases anteriores. Esta se convertiría en la velocidad para todos los acorazados tipo estándar estadounidenses. Tenían sistemas de propulsión mixtos; mientras que el North Dakota estaba equipado con turbinas de vapor, el Delaware conservó los motores de triple expansión. Las turbinas tenían menor eficiencia de combustible, una preocupación importante para una armada con presencia en el Pacífico, pero que carecía de la extensa red de estaciones carboneras británicas. 
Los acorazados tuvieron un servicio variado durante sus carreras. Durante la Primera Guerra Mundial, el Delaware fue parte de la 9.ª División de la Flota del Atlántico, y fue asignado a la Gran Flota británica. Escoltó convoyes y participó en el bloqueo de la Flota de Alta Mar alemana. Por el contrario, el North Dakota permaneció en la costa estadounidense durante toda la guerra, debido a preocupaciones sobre sus problemáticos motores de turbina. Después de la guerra, ambas embarcaciones llevaron a cabo cruceros de entrenamiento con la Flota del Atlántico. En 1924, el Delaware fue desguazado de acuerdo al tratado naval de Washington firmado en 1922. El North Dakota sobrevivió hasta 1931, cuando también fue desguazado bajo los términos de la conferencia naval de Londres, de 1930.

## Antecedentes
Impulsados por el lanzamiento y la desinformación sobre el HMS Dreadnought británico, la Armada de los Estados Unidos y el Congreso se enfrentaron a lo que percibían como un acorazado mucho mejor que los dos acorazados clase South Carolina, entonces en construcción, que fueron diseñados bajo restricciones de tonelaje que el Congreso había impuesto para buques capitales. En realidad, los South Carolina eran inferiores solo en velocidad con respecto al Dreadnought; llevaban menos cañones pesados pero, a diferencia del Dreadnought, podían soportarlos todos a los costados. Por esto, podían disparar un peso igual en metal. Además, debido a que habían tomado más tiempo y cuidado en su blindaje y la disposición de los mamparos, estaban mejor protegidos que el acorazado británico; esto pasó desapercibido en su momento. Sin embargo, la C&R había luchado para diseñar una nave de guerra adecuada bajo los límites del Congreso y, habían llevado el diseño de los acorazados tan lejos como dichas restricciones se los permitían. Viendo que esas limitaciones se habían vuelto poco realistas, el Congreso les puso fin; cualquier restricción posterior sería impuesta por las limitaciones de los tratados navales. La redacción del acta de autorización del 26 de junio de 1906 era para un acorazado «con un blindaje pesado, y un armamento poderoso como el de ningún otro buque conocido de su clase, para tener la mayor velocidad factible y el mayor radio de acción factible».
La clase Delaware fue la segunda de once diseños distintos de buques capitales que comenzaron de 1906 a 1919; unos 29 acorazados y 6 cruceros de batalla fueron puestos en quilla durante este período, aunque siete de estos acorazados y los seis cruceros fueron cancelados. Excepto por los cruceros de batalla clase Lexington, todas eran embarcaciones relativamente lentas, diseñadas para no más de 23 nudos (43 km/h). Tenían un desplazamiento de entre 16 000 hasta 42 000 toneladas largas. Para este momento, ningún acorazado clase dreadnought estadounidense había tocado el agua, ya que todos estaban en alguna etapa de su construcción o en diseño. Virtualmente, toda la línea de batalla de la Armada de los Estados Unidos estaba siendo diseñada basada en la experiencia de los diseños de los pre-dreadnoughts, o por la observación del diseño de acorazados extranjeros.
De hecho, el diseño de estas embarcaciones estuvo listo entre 1905 y 1906. Se mostraron dos variantes: una versión de 10 cañones en 20 500 toneladas largas, y una alternativa de 12 cañones en 24 000 toneladas largas. La embarcación más grande fue rechazada por ser demasiado cara para la potencia de fuego que ofrecía, incluso después de que su desplazamiento se redujo a 22 000 toneladas largas. También, debido a que la C&R requería la consideración de diseños privados, la construcción de los Delaware no comenzó sino hasta 1907. Ninguno de los diseños privados fue considerado ni remotamente satisfactorio por la Armada. Sin embargo, el astillero Fore River desarrolló su versión en los acorazados clase Rivadavia, que fueron construidos para la Armada Argentina. Mientras que el diseño del C&R fue considerado superior, fue objeto de críticas, particularmente por su mala ubicación y la poca protección para su batería secundaria.

## Diseño

### Características generales

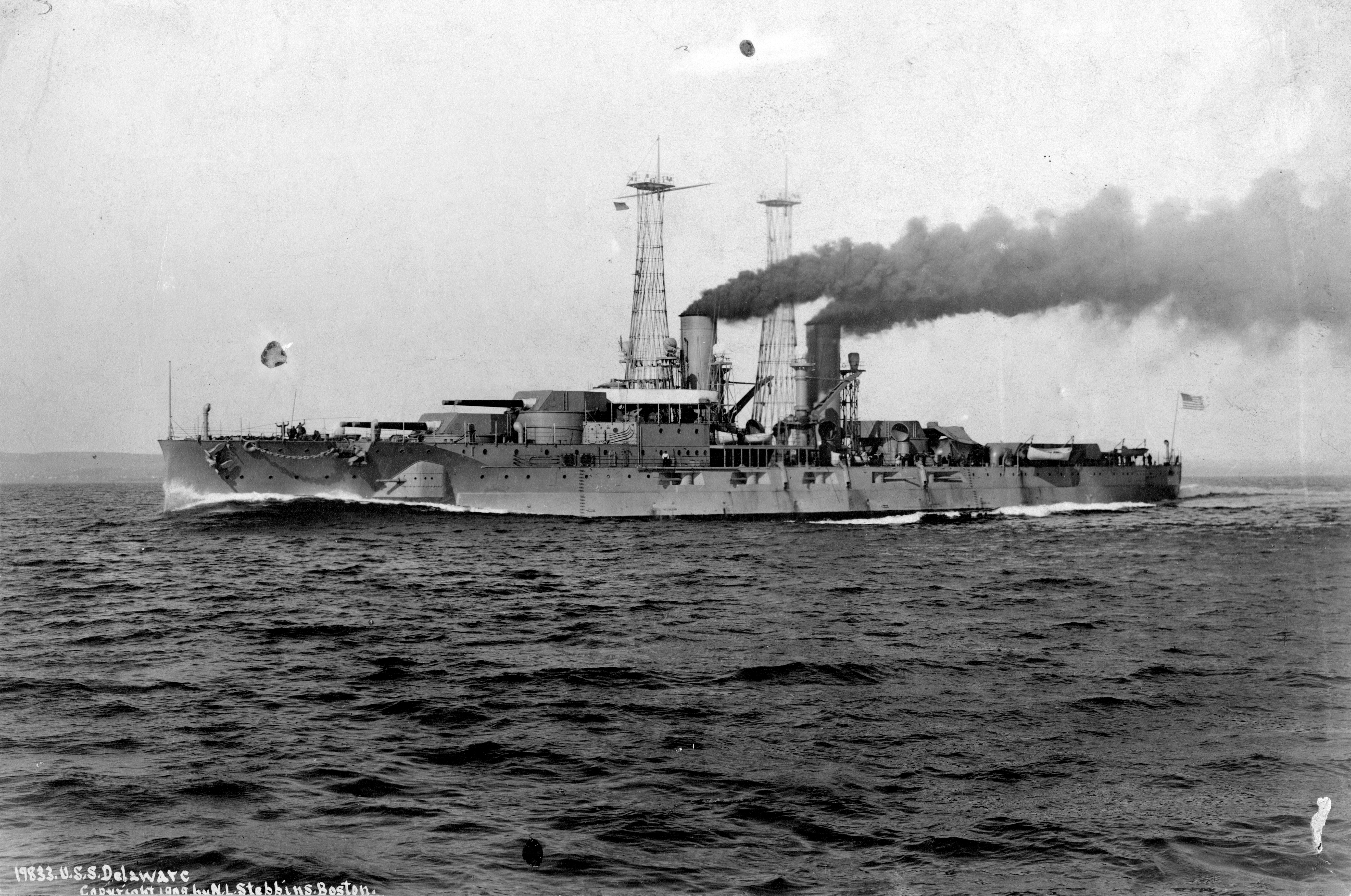
El Delaware en pruebas de velocidad

Los Delaware eran significativamente más poderosos que los de sus predecesores, los clase South Carolina. Esto se debió en parte a la eliminación de las limitaciones del Congreso en el tamaño para los nuevos acorazados; la única restricción impuesta al diseño fue que el costo del casco y la maquinaria no excediera los 6 millones de dólares. Las embarcaciones clase Delaware también eran significativamente más grandes que los South Carolina. Tenían 155 m de eslora en la línea de flotación, y 158 m de eslora total. En comparación, las embarcaciones de la clase South Carolina eran de 138 m de eslora total. Los Delaware tenían una manga de 26 m y un calado de 8 m; las dimensiones de los South Carolina eran de 24 m y 7 m, respectivamente. Desplazaban 20 380  toneladas largas a desplazamiento estándar, y 22 060 toneladas largas a capacidad máxima. Sus proas eran un ejemplo temprano de proa tipo Taylor, también conocida como de bulbo.

### Propulsión
Por razones que incluían posibles hostilidades con Japón por los viajes requeridos a través del Pacífico, el largo alcance operativo fue un tema recurrente en todos los diseños de acorazados estadounidenses. Como experimento, estas embarcaciones recibieron diferentes motores. El Delaware recibió motores alternativos de triple expansión, mientras que el North Dakota fue equipado con motores de turbinas de vapor de transmisión directa Curtis. Ambos navíos tenían 14 calderas Babcock & Wilcox, sus centrales eléctricas originales tenían una potencia de 25 000 shp (18 642 kW) y, ambas embarcaciones eran capaces de llegar a los 21 nudos. El constructor en jefe, Washington Capps, predijo que el North Dakota tendría un radio 25 por ciento menor que el Delaware a 16 nudos y, 45 por ciento menor a 14 nudos, basado en pruebas de tanques y al rendimiento conocido en las turbinas de vapor de esa época. Esta estimación resultó ser cierta durante las pruebas de las embarcaciones en 1909. Además, debido a que los cojinetes del Delaware estaban equipados con lubricación forzada en lugar de un sistema de alimentación por gravedad, podían navegar a máxima velocidad por 24 horas sin la necesidad de reparar el motor. Normalmente esto habría sido impensable, ya que se sabía que los motores alternativos se desarmaban si funcionaban a plena potencia por mucho tiempo. Sin embargo, esta inclinación por la confiabilidad fue cuestionada a finales de la década de 1930, cuando los acorazados con motores alternativos se desempeñaron pobremente en el Pacífico. Para 1917, le fueron instaladas turbinas de engranajes más poderosas y eficientes al North Dakota para reemplazar sus turbinas Curtis. Estas le proporcionaron 31 300 shp (23 340 kW), 6000 shp (4474 kW) más que sus motores originales.

### Armamento

#### Armas principales

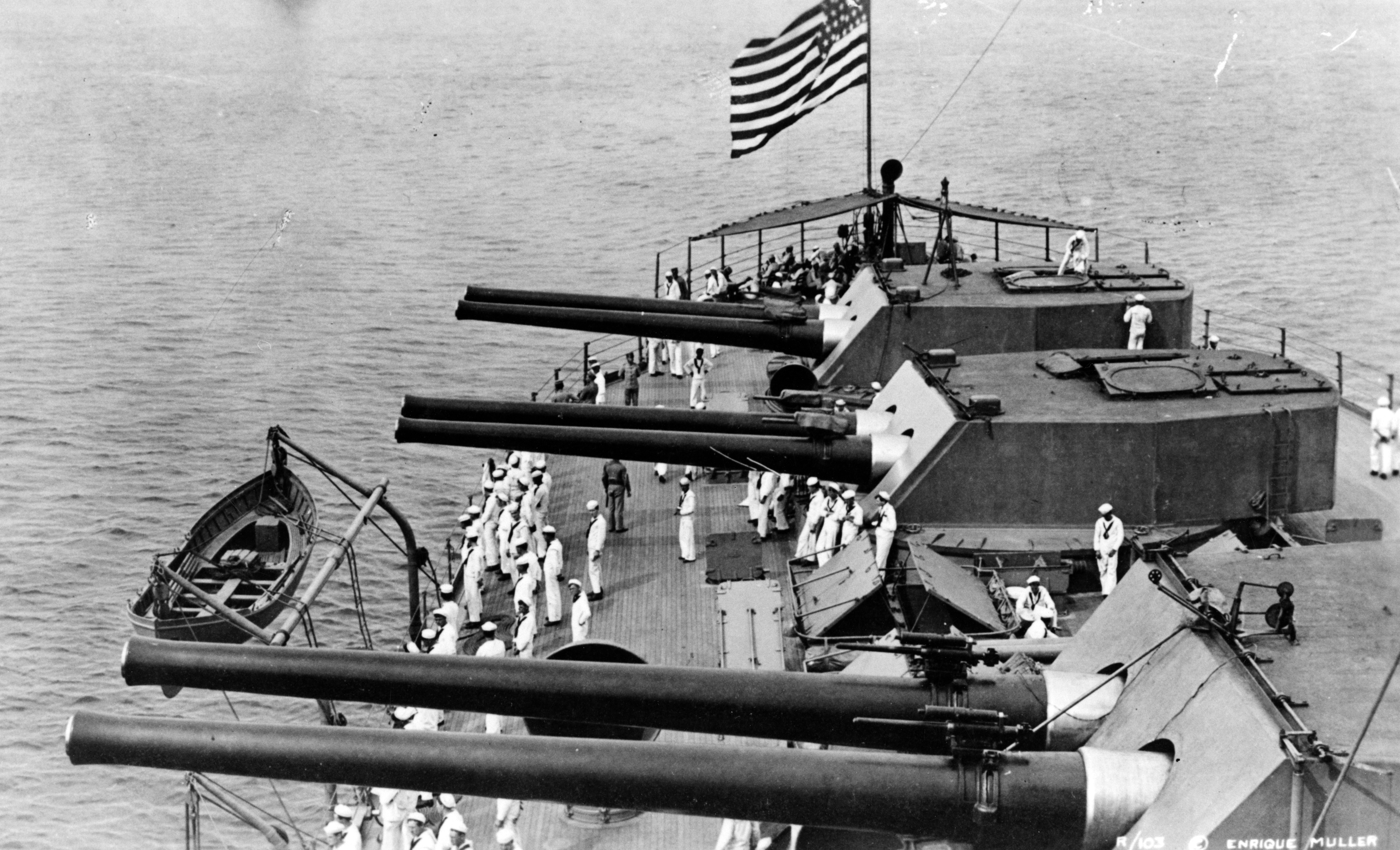
Las tres torretas de cañones de 305 mm de popa del USS Delaware

Las embarcaciones clase Delaware estaban armadas con diez cañones calibre 305 mm/45 serie 5 en cinco torretas dobles; este fue un aumento de dos cañones comparadas con los anteriores South Carolina. Los soportes de los cañones eran de tipo serie 7, y permitían una depresión de -5 grados y una elevación de 15 grados. Los cañones tenían una cadencia de tiro de 2 a 3 rondas por minuto. Disparaban proyectiles de 395 kg, tanto de tipo perforador de blindaje (AP), como de tipo común, aunque estos últimos ya eran obsoletos para 1915 y fueron sacados de producción. La carga propelente era de 141 kg en costales de seda, y proporcionaban una velocidad de salida de 823 m/s. Se esperaba que los cañones disparasen 175 rondas antes de que los barriles tuvieran que ser reemplazados. Las dos embarcaciones llevaban 100 proyectiles por cañón, o 1000 rondas en total. A una elevación de 15 grados, los cañones podían impactar blancos a una distancia aproximada de 18 288 m.
Dos torretas estaban montadas en proa en par de súperdisparo, mientras que las otras tres estaban montadas en la popa de la súperestructura principal, todas en la línea central. La colocación de las torretas traseras resultó ser un problema. El constructor, Washington Capps, colocó la torreta trasera de súperdisparo, número 3, cercana a la sección media de la embarcación. Dado que representaba el mayor peso soportado por la estructura del navío debido a su barbeta alta, la ubicación le permitiría soportar la mayor cantidad de volumen subacuático disponible. Las otras dos torretas traseras, números 4 y 5, estaban colocadas a nivel espalda con espalda. Esta disposición era perjudicial en dos maneras, primero, la número 3 no podía disparar hacia atrás con la número 4 apuntando hacia adelante, lo que dejaba solo a los dos cañones de 305 mm de la número 5 para hacerlo; segundo, ya que la sala de máquinas estaba situada entre las torretas 3 y 4, las líneas de vapor salían por las salas de calderas en la sección media de la embarcación alrededor del cargador de munición de la torreta número 3 hacia la sala de máquinas. Se encontró después que estas líneas tenían el potencial de calentar la pólvora en los cargadores y degradar su balística. Este defecto en el diseño también prevalecía en varios acorazados británicos, pero los diseñadores navales lo consideraban inevitable por motivos estructurales.
Otro desafío con el armamento principal fue que su peso, de 437 toneladas largas por torreta y que tuvo que espaciarse en gran parte del casco, provocó un aumento en la tensión de la estructura. Cuanto más cerca esté de los extremos el peso de los cañones pesados, mayor será la tensión y el riesgo de falla estructural debido a la fatiga del metal. La alta velocidad requería extremos finos, que no eran especialmente flotantes y, la cantidad de espacio necesaria en la sección media para la maquinaria impedía mover las torretas hacia el interior. El no tener que preocuparse por un límite de desplazamiento le permitió a Capps la opción de profundizar el casco, lo que ayudó hasta cierto punto. Añadió un castillo de proa para permitir una mejor capacidad de navegación y dejar espacio para los cuartos de los oficiales. Sin embargo, el problema en sí permaneció.

#### Armas secundarias
En su asamblea de verano de Newport, el Colegio Naval de Guerra consideró que los cañones de 76 mm instalados en la clase South Carolina eran muy livianos para una defensa contra buques torpederos. Durante la asamblea, un comité conformado para este tema, sugirió que un cañón con una velocidad alta y una trayectoria plana funcionaría mejor, uno lo suficientemente poderoso para aplastar a una embarcación atacante, pero también lo suficientemente liviano para tener una fácil maniobrabilidad y un fuego rápido. Para este propósito, el comité encontró que los cañones de 127 mm parecían los más adecuados. Durante el diseño de los Delaware, la C&R consideró cañones de 152 mm, pero las preocupaciones expresadas por el Colegio Naval sobre la falta de protección pesada para estos cañones y la captación de humo, llevaron a una adaptación de los cañones calibre 127 mm/50 para equilibrar el incremento en el peso del blindaje.
Los Delaware tenían montados catorce cañones calibre 127 mm/50 serie 6, dos en proa sobre la cubierta principal, diez en casamatas a los costados, y dos en popa sobre la cubierta principal junto a la torreta número 5. Tenían una cadencia de tiro de entre 6 y 8 rondas por minuto. Disparaban tres tipos de proyectiles, un proyectil ligero AP de 23 kg y uno pesado de 27 kg. El tercer tipo de proyectil era el serie 15 común, que pesaba también 23 kg. Los proyectiles de 23 kg tenían una velocidad de salida de 914 m/s, mientras que los proyectiles más largos de 27 kg tenían una velocidad ligeramente más lenta de 823 m/s. Los cañones se colocaron en montajes de pedestal series 9 y 12; los serie 9 tenían una elevación limitada de 15 grados, mientras que los serie 12 permitían una elevación de 25 grados. Los cañones calibre 127 mm/50 eran capaces de penetrar con mayor eficacia a 4572 m, que fue el factor decisivo para equipar a los clase Delaware con estos. Los cañones de 127 mm se suministraban con un total de 240 rondas por cañón.
Mientras que la Armada consideraba estos cañones como una mejora sobre los de la clase South Carolina, su ubicación siguió siendo problemática, ya que incluso en aguas tranquilas, se humedecían en extremo y por tanto eran difíciles de manejar. Los cañones de proa fueron movidos a la superestructura después de pruebas en el mar. La montura de las casamatas del armamento secundario estaban una cubierta por debajo de la cubierta principal y presentaron las mayores quejas por llevar agua de las posiciones frontales y romper el flujo de las olas de proa que añadía una resistencia adicional al diseño.

#### Cañones antiaéreos
Igual que con los clase South Carolina, estas embarcaciones estaban equipadas para 1917 con dos cañones calibre 76 mm/50 antiaéreos en soportes serie 11. Este soporte fue el primero de 76 mm emitido por la Armada de los Estados Unidos. Tenían una altura de muñón de 168 mm comparados con la altura de 114 cm de los soportes de pedestal utilizados contra embarcaciones de superficie. Esto les permitía un rango de elevación de entre -10 y 85 grados. Su alcance máximo era de 13 350 m a 43 grados y un tope máximo de 9266 m a 85 grados.

#### Tubos lanzatorpedos
Los Delaware contaban con dos tubos lanzatorpedos de 533 mm por debajo de la línea de flotación. El torpedo modelo 1 serie 3 Bliss-Leavitt de 533 mm diseñado para estos tubos tenían una longitud total de 5 metros, un peso de 934 kg, y propulsaban una carga explosiva de 95 kg de TNT con un alcance de 8230 m, a una velocidad de 27 nudos (50 km/h).

### Blindaje
El cinturón blindado tenía un grosor de entre 229 a 279 mm en las áreas más importantes de la embarcación. Los cañones en casamatas montados en el casco tenían una placa de blindaje de entre 203 a 254 mm. Las barbetas que albergaban los cañones principales tenían un blindaje de entre 102 y 254 mm; las partes laterales más vulnerables al impacto de proyectiles eran más gruesas, mientras que las secciones frontales y delanteras de las barbetas, que eran menos propensas a ser impactadas, recibieron un blindaje más delgado para ahorrar peso. Las torretas de cañones tenían un blindaje de 305 mm por sí mismas. La torre de mando era de 292 mm de grosor. Como en los diseños de los primeros dreadnoughts, el blindaje de la cubierta era muy delgado, de 38 mm en la mayoría de las áreas, y de 51 mm sobre los espacios de maquinaria y cargadores. Se esperaba que estas embarcaciones realizaran la mayor parte de sus disparos a distancias menores a 9144 m. A tales distancias, los impactos en la cubierta se consideraban eventos raros.

## Embarcaciones
| Nombre       | Número de casco | Astillero                               | Puesta de quilla        | Botado                  | Asignado            | Dado de baja            | Destino                                                 |
| ------------ | --------------- | --------------------------------------- | ----------------------- | ----------------------- | ------------------- | ----------------------- | ------------------------------------------------------- |
| Delaware     | BB-28           | Newport News Shipbuilding, Newport News | 11 de noviembre de 1907 | 6 de febrero de 1909    | 4 de abril de 1910  | 10 de noviembre de 1923 | Desguazado en el astillero de la Armada en Boston, 1924 |
| North Dakota | BB-29           | Fore River Shipyard, Quincy             | 16 de diciembre de 1907 | 10 de noviembre de 1908 | 11 de abril de 1910 | 22 de noviembre de 1923 | Desguazado en Baltimore, 1931                           |

## Historial de servicio

### USSDelaware

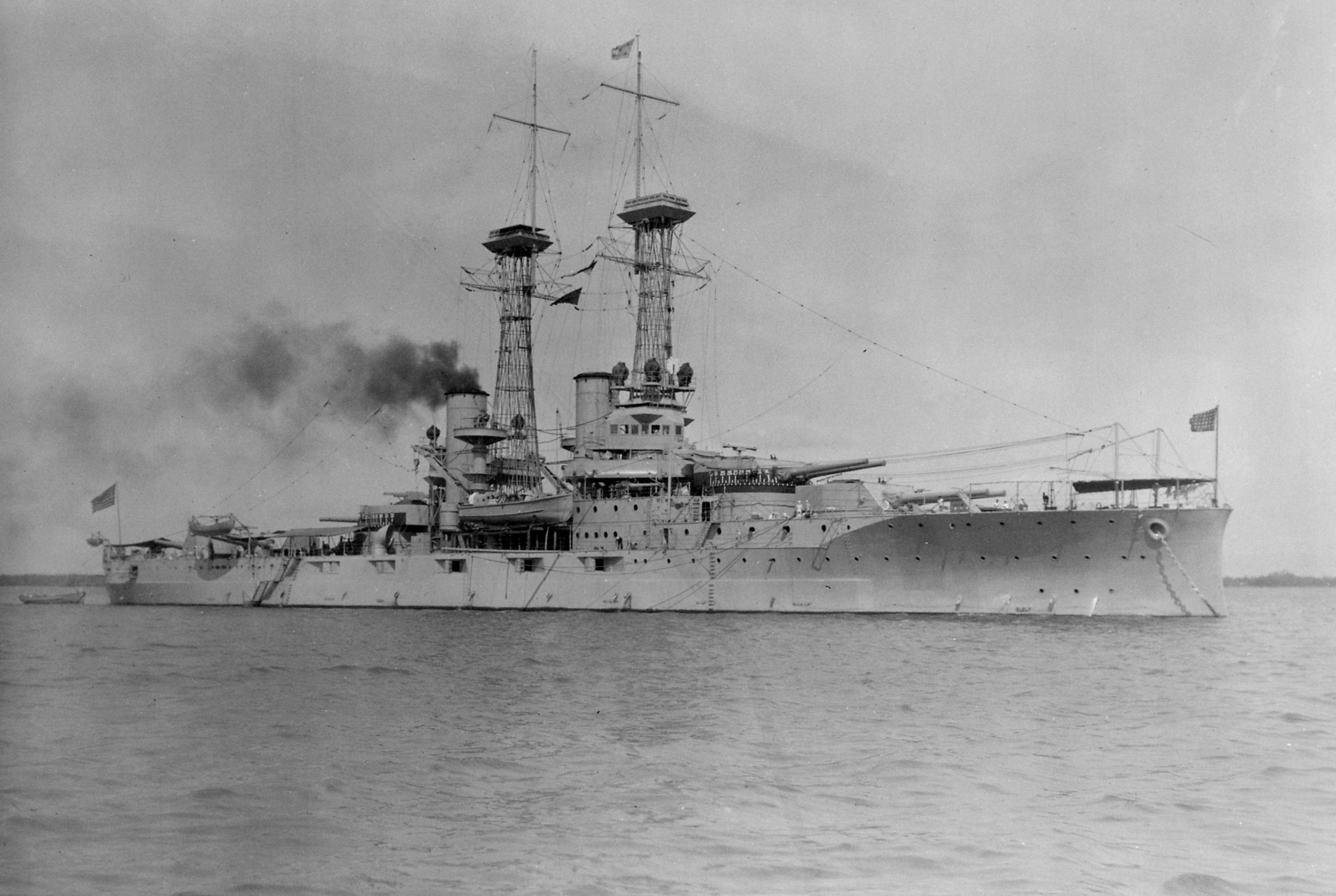
USS Delaware, 1920

Durante sus pruebas, el Delaware navegó a toda velocidad durante 24 horas seguidas para demostrar que su maquinaria podía soportar la presión. Fue el primer acorazado estadounidense en lograr tal hazaña. A finales de 1910, navegó a Europa, seguido de un viaje por Sudamérica a principios de 1911. Hizo otros dos viajes a Europa en 1912 y 1913, antes de regresar con la Flota del Atlántico para ejercicios de entrenamiento que se llevaron a cabo en el Atlántico Oriental y el Caribe. Formó parte de la segunda batalla de Veracruz entre abril y mayo de 1914.
Cuando Estados Unidos le declaró la guerra a Alemania en abril de 1917, al Delaware se le encomendó inicialmente el entrenamiento de preparación en la costa Este. A finales de ese año, fue enviado a Europa como parte de la 9.ª División de Acorazados de la Armada, bajo el mando del contralmirante Hugh Rodman. La División llegó el 7 de diciembre y fue asignada al 6.º Escuadrón de Batalla de la Gran Flota. En julio de 1918, el Delaware fue retirado del servicio en el extranjero y regresó a los Estados Unidos.
En 1920, la Armada adoptó números de casco para sus embarcaciones; el Delaware fue asignado con el número de casco BB-28. Realizó solo dos cruceros más, ambos para guardamarinas, bajo su nuevo número de identificación, uno en 1922 y el segundo a principios de 1923. Navegó a Europa en su segundo viaje, y se detuvo en varios puertos, incluyendo Gibraltar. Regresó a Estados Unidos en agosto de ese año, momento en que su tripulación fue reasignada al nuevo acorazado USS Colorado. Fue enviado al astillero de la Armada en Boston, donde su armamento fue retirado. La embarcación fue dada de baja en noviembre de 1923 y vendida para desguace en febrero de 1924.

### USSNorth Dakota

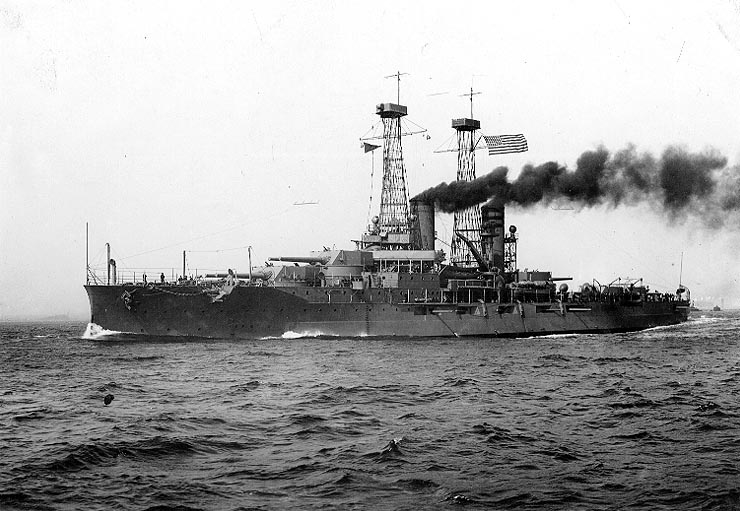
USS North Dakota

Luego de ser puesta en servicio, la embarcación fue asignada con la Flota del Atlántico, junto con su hermana Delaware. Su primer crucero al extranjero fue en noviembre de 1910, cuando cruzó el Atlántico para visitar Francia y Bretaña. El North Dakota también formó parte de la invasión a Veracruz, en 1914. Contrario al Delaware, se mantuvo en la costa americana durante la participación de Estados Unidos en la Primera Guerra Mundial. Hugh Rodman, comandante de la fuerza expedicionaria estadounidense, solicitó específicamente que la embarcación se mantuviera en Estados Unidos; sentía que los motores de turbinas eran poco confiables para que el navío fuera desplegado en zona de guerra. En 1917, sus motores fueron reemplazados por turbinas de engranajes nuevas, y le fue instalado un nuevo equipo de control de disparo.
Desde 1917, fue empleada como buque escuela para artilleros e ingenieros. Después de la guerra, realizó un segundo viaje a Europa, principalmente a puertos en el mar Mediterráneo. Durante la visita, tuvo la tarea de devolver los restos del embajador italiano Vicenzo Macchi di Cellere, quien falleció el 20 de octubre de 1919 en Washington D. C.. La embarcación participó en las demostraciones de bombardeo aéreo frente a los cabos de Virginia en 1921. En 1923, realizó un tercer viaje a Europa, esta vez con guardamarinas de la Academia Naval a bordo. La embarcación se detuvo en España, Escocia y Escandinavia.
Igual que su hermana, fue relegada a las fuerzas navales excedentes que tuvieron que ser desmanteladas después del tratado naval de Washington. En noviembre de 1923, fue dada de baja; su armamento fue retirado en 1924, después de lo cual se convirtió en un barco objetivo. Fue reasignada como «sin clasificación» y sirvió como objetivo hasta 1931, cuando fue desguazada.